# Mauritius-Rupie
Die Mauritius-Rupie (landessprachig Rupee) ist die Währung der Inselrepublik Mauritius im Indischen Ozean. Eine Rupie ist unterteilt in 100 Cents. Der ISO-Code ist MUR.
Reguläre Kursmünzen gibt es zu den Werten: 1, 5, 20 und 50 Cent, sowie zu 1, 5 und 10 Rupien. Im Jahre 2007 wurde eine 20-Rupien-Bimetallmünze im Zuge des 40-jährigen Bestehens der Zentralbank Bank of Mauritius herausgegeben. Sie befindet sich ebenfalls im Umlauf und besitzt Gültigkeit im Zahlungsverkehr.
Banknoten gibt es in den Nennwerten 25, 50, 100, 200, 500, 1000 und 2000 Rupien. Seit 2013 werden die Werte 25, 50 und 500 Rupien als Polymerbanknoten herausgegeben, sowie seit 2018 auch die Banknote zu 2000 Rupien.
Rupie ist ein südasiatischer Name für Währungen, den es unter anderem in Indien, Pakistan und Indonesien gibt. Ein Großteil der Bevölkerung auf Mauritius stammt von Einwanderern aus Indien ab, die wiederum die Indische Rupie massenhaft eingeführt haben. Die britische Kolonialmacht wollte diesem Prozess Einhalt gebieten und hat daher ab 1876 die Mauritius-Rupie als reguläres Zahlungsmittel eingeführt.

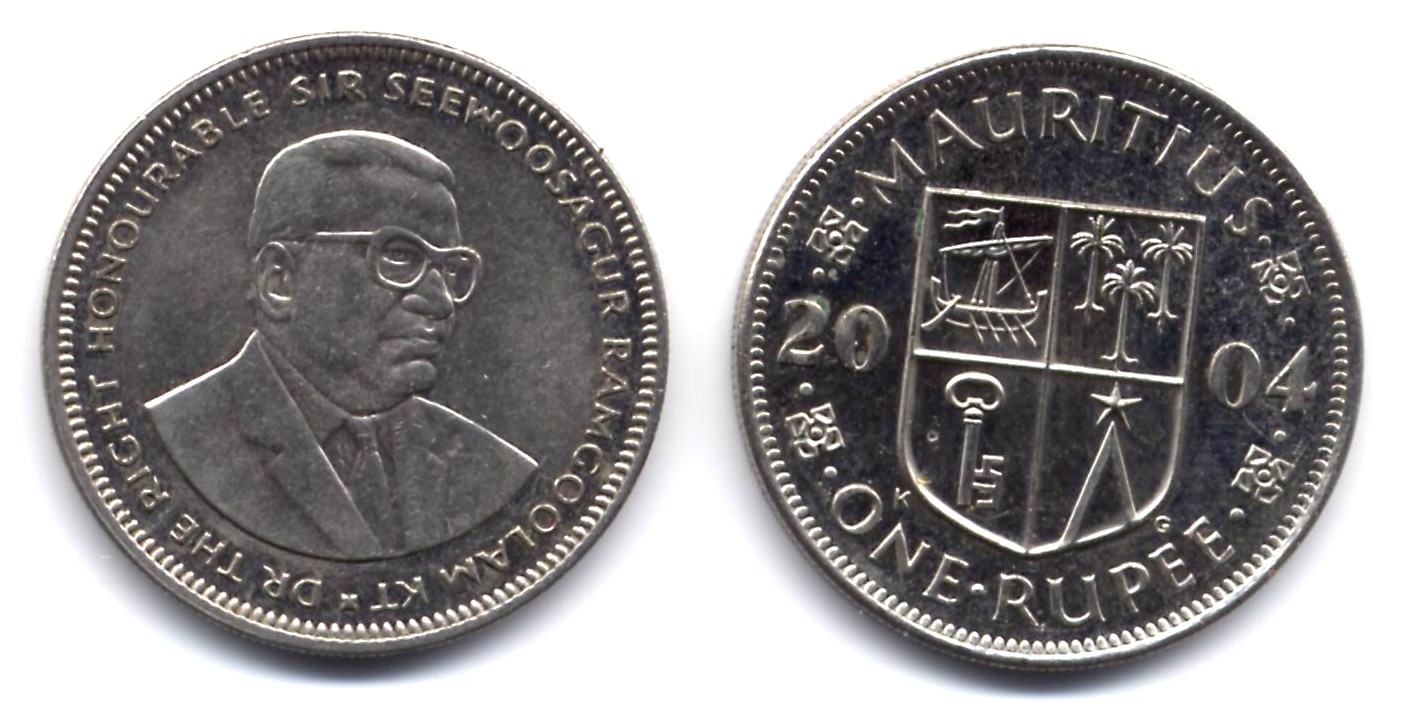
1 Rupie